# Jacob due due
Jacob due-due  è una serie televisiva a disegni animati canadese prodotta da Nelvana e 9 Story Entertainment, basata sull'omonima serie di libri di Mordecai Richler. La serie è stata trasmessa dal 4 aprile 2003 su YTV in Canada, mentre in Italia è andata in onda dal 19 dicembre 2004 su Italia 1 e su Jetix.

## Personaggi
- Jacob Due-Due
- Buford
- Reene La Vipera
- Sig. Dinglebat
- Babbo Morty
- Mami Florence
- Daniel
- Marfa
- Noah
- Emma
- Zanna
- Preside Greedy
- Carl Fester King
- Fish e Fowl
- Leo Louse

## Doppiaggio
| Personaggio         | Doppiatore originale | Doppiatore italiano                   |
| ------------------- | -------------------- | ------------------------------------- |
| Jacob Due Due       | Billy Rosemberg      | Monica Bonetto                        |
| Buford              | Kristopher Clarke    | Patrizia Scianca                      |
| Babbo Morty         | Harvey Atkin         | Gianni Gaude                          |
| Mami Florence       | Janet-Laine Green    | Monica Pariante                       |
| Daniel              | Jeff Berg            | Massimo Di Benedetto                  |
| Marfa               | Jocelyn Barth        | Jenny De Cesarei                      |
| Emma                | Kaitlin Howell       | Tosawi Piovani                        |
| Noah                | Marc McMulkin        | Cinzia Massironi                      |
| Barnaby Dinglebat   |                      | Antonio Paiola                        |
| Renee la Vipera     | Julie Lemieux        | Daniela Fava                          |
| Preside Greedy      |                      | Enrico Maggi                          |
| Leo                 |                      | Antonello Governale                   |
| Miss Pickle         | Fiona Reid           | Rossana Bassani                       |
| Zanna (Hooded Fang) |                      | Pietro Ubaldi                         |
| Sig. Na Sweetie     |                      | Grazia Migneco                        |
| Serg. Legge         |                      | Tony Fuochi                           |
| Caporale Ordine     |                      | Daniele Demma                         |
| Zia                 |                      | Anna Bonel                            |
| Nonno Saul          |                      | Adolfo Fenoglio                       |
| Dentiera Gormley    |                      | Enrico Bertorelli                     |
| Vachemuscoli        |                      | Paolo De Santis                       |
| Madre di Leo        |                      | Antonio Governale                     |
| Carl Fester King    |                      | Paolo Sesana                          |
| Diego               |                      | Maurizio Scattorin                    |
| Wilson              |                      | Flavio Arras                          |
| Duchesne            |                      | Paolo De Santis                       |
| Quigley             |                      | Maurizio Arena                        |
| Beatrice            |                      | Benedetta Ponticelli                  |
| Ann                 |                      | Benedetta Ponticelli                  |
| Miss Bountiful      |                      | Loredana Foresta Benedetta Ponticelli |
| Bibliotecaria       |                      | Elisabetta Cesone                     |
| Prof. Moleculus     |                      | Maurizio Arena                        |
| Dafne               |                      | Maria Grazia Errigo                   |
| Banion              |                      | Manuela Scaglione                     |
| Leduc               |                      | Oliviero Corbetta                     |
| Claude              |                      | Marco Balzarotti                      |